# Гоїто
Гоїто, Ґоїто (італ. Goito) — муніципалітет в Італії, у регіоні Ломбардія,  провінція Мантуя.
Гоїто розташоване на відстані близько 410 км на північ від Рима, 120 км на схід від Мілана, 14 км на північний захід від Мантуї.
Населення — 10 410 осіб (2014).
Щорічний фестиваль відбувається 29 червня. Покровитель — святий Петро.

## Демографія
Населення за роками:

Станом на 1 січня 2023 року в муніципалітеті офіційно проживало 1399 іноземців з 53 країн, серед них 228 громадян країн Євросоюзу та 51 громадянин України.

## Міста-побратими
- Баїнфурт, Німеччина (2005)

## Сусідні муніципалітети
- Кавріана
- Черезара
- Гуїдіццоло
- Марміроло
- Порто-Мантовано
- Родіго
- Вольта-Мантована